# Universidade Federal do Tocantins
A Universidade Federal do Tocantins (UFT) é uma instituição de ensino superior pública federal brasileira, multicâmpus, sediada na cidade de Palmas, capital do estado do Tocantins, com câmpus em Arraias, Gurupi, Miracema do Tocantins e Porto Nacional.
No Ranking Universitário Folha (RUF) de 2019, a UFT posicionou-se como a quarta mais bem conceituada universidade do norte do Brasil sendo, de longe, a mais bem posicionada universidade do estado e do chamado meio-norte (sul do Pará, sul do Maranhão e o Tocantins). O seu Índice Geral de Cursos (IGC) de 2018 foi de faixa 4, e no Enade alguns de seus cursos superaram a média nacional.
A UFT oferece mais de 50 cursos presenciais de graduação, entre licenciaturas, bacharelados e tecnológicos, cinco cursos a distância (EaD) e ainda cursos na modalidade semi-presencial para formação de professores (Parfor), além de programas de pós-graduação stricto sensu - com 31 cursos de mestrado (19 acadêmicos e 12 profissionais) e seis doutorados -, e diversas opções de pós-graduação lato sensu (especializações e MBAs).

## História
A construção institucional da UFT remonta ao período em que a região do Tocantins ainda era parte do estado de Goiás. Neste período, o ensino superior iniciava seus primeiros passos rumo á interiorização, trajetória iniciada no ano de 1963 na cidade de Porto Nacional. Posteriormente, tal instituição tornou-se componente inicial da primeira universidade pública do novo estado, a Unitins, que serviu de base para a criação da atual UFT.
A Universidade Federal do Tocantins (UFT) foi criada em 23 de outubro de 2000. Suas atividades provisórias iniciaram-se em 21 de junho de 2002, e a posse do primeiro reitor eleito ocorreu em 2003, assim como dos primeiros professores efetivos.

### Antecedentes
Em 12 de agosto de 1963, através da lei nº 4.505, o governo do estado de Goiás criou a Faculdade de Filosofia do Norte-Goiano (FAFING), estabelecendo sua sede na cidade de Porto Nacional. Instituía-se, assim, a primeira escola de ensino superior da antiga região norte do estado. Em 30 de maio de 1984, a FAFING é transformada em autarquia pela lei estadual nº 9.449. No ano de sua transformação em autarquia, os cursos ofertados pela instituição eram: Letras, História, Geografia, Estudos Sociais, e Ciências. Em 1989, a Faculdade de Filosofia passou a ser Centro Universitário de Porto Nacional, e em 1990 se tornou Universidade do Tocantins (Unitins). No ano de 2003, o campus foi finalmente transferido da Unitins para a UFT, com a entrada em funcionamento desta última.
A Fundação Universidade do Tocantins (Unitins), embora, no momento da fundação da UFT, em 2003, não tenha sido absorvida por esta, repassou a maior parte de sua estrutura, inclusive todo quadro de alunos e professores da graduação. Diante disso, a Unitins resumiu seu campo de atuação exclusivamente na cidade de Palmas. Sendo assim, pode ser considerada talvez aquela que mais contribuiu para o estabelecimento da UFT como maior instituição de ensino superior do Tocantins.

### Processo de criação
A Universidade Federal do Tocantins (UFT) foi criada pela lei nº 10.032, de 23 de outubro de 2000 e publicada no Diário Oficial da União de 24 de outubro de 2000.
Em 18 de abril de 2001 foi nomeada a primeira comissão especial de implantação da Universidade Federal do Tocantins pelo então ministro da educação, Paulo Renato Souza, por meio da portaria de n° 717/2001. Esta comissão teve entre seus objetivos elaborar o estatuto e um projeto de estruturação da nova universidade. Como presidente dessa comissão foi designado o professor doutor Eurípedes Vieira Falcão, ex-reitor da Universidade Federal do Rio Grande do Sul.
Depois de dissolvida a primeira comissão designada com a finalidade de implantar a UFT, em 2002 uma nova etapa foi iniciada. Para esta nova fase, foi assinado o decreto n° 4.279, de 21 de junho de 2002, atribuindo à Universidade de Brasília (UnB) competências para tomar as providências necessárias à implantação da UFT. Para tanto, foi designado o professor doutor Lauro Morhy, na época reitor da Universidade de Brasília, para o cargo de reitor pro-tempore da UFT.
Em 17 de julho do mesmo ano foi firmado o acordo de cooperação n° 01/2002 entre a União, o estado do Tocantins, a Unitins e a UFT, com interveniência da UnB, com o objetivo de viabilizar a implantação definitiva da Universidade Federal do Tocantins. Com essas ações, iniciou-se uma série de encaminhamentos jurídicos e burocráticos, além dos procedimentos estratégicos que estabeleciam funções e responsabilidades a cada um dos órgãos representados.
Com a posse dos professores, foi desencadeado o processo de realização da primeira eleição dos diretores de campi da universidade. Já finalizado o prazo dos trabalhos da comissão comandada pela UnB, foi indicada uma nova comissão de implantação pelo ministro Cristovam Buarque. Na ocasião, foi convidado para reitor pro-tempore o doutor Sergio Paulo Moreyra, professor-titular aposentado da Universidade Federal de Goiás (UFG) e assessor do Ministério da Educação. Entre os membros dessa comissão, foi designado, por meio da portaria n° 02, de 19 de agosto de 2003, o professor-mestre Zezuca Pereira da Silva, também titular aposentado da UFG para o cargo de coordenador do gabinete da UFT.
Esta comissão elaborou e organizou as minutas do estatuto e do regimento-geral da UFT, e o processo de transferência dos cursos da Unitins, que foram submetidos ao Ministério da Educação e ao Conselho Nacional de Educação (CNE). Foram criadas as comissões de graduação, de pesquisa e pós-graduação, de extensão, cultura e assuntos comunitários e de administração e finanças. A comissão ainda preparou e coordenou a realização da primeira consulta acadêmica para reitor e vice-reitor da UFT, que ocorreu no dia 20 de agosto de 2003, na qual foi escolhido como reitor o professor Alan Barbiero.
No ano de 2004, por meio da portaria no 658, de 17 de março de 2004, o ministro da educação, Tarso Genro, homologou o estatuto da fundação, aprovado pelo Conselho Nacional de Educação (CNE), o que tornou possível a criação e instalação dos órgãos colegiados superiores: o Conselho Universitário (Consuni) e o Conselho de Ensino, Pesquisa e Extensão (Consepe).
Com a instalação desses órgãos foi possível consolidar as ações inerentes à escolha de reitor e vice-reitor, conforme as diretrizes estabelecidas pela lei n° 9.192/95, que regulamenta o processo de escolha de dirigentes das instituições federais de ensino superior por meio da análise da lista tríplice. Com a homologação do estatuto da Fundação Universidade Federal do Tocantins, também foi realizada a convalidação dos cursos de graduação e os atos legais praticados até aquele momento pela Fundação Universidade do Tocantins (Unitins). Por meio desse processo, a UFT incorporou todos os cursos de graduação e também o curso de mestrado em ciências do ambiente, que já era ofertado pela Unitins, bem como, fez a absorção de mais de oito mil alunos, além de equipamentos e da estrutura física dos cinco campi, incluindo prédios em construção.

### Décadas de pioneirismo

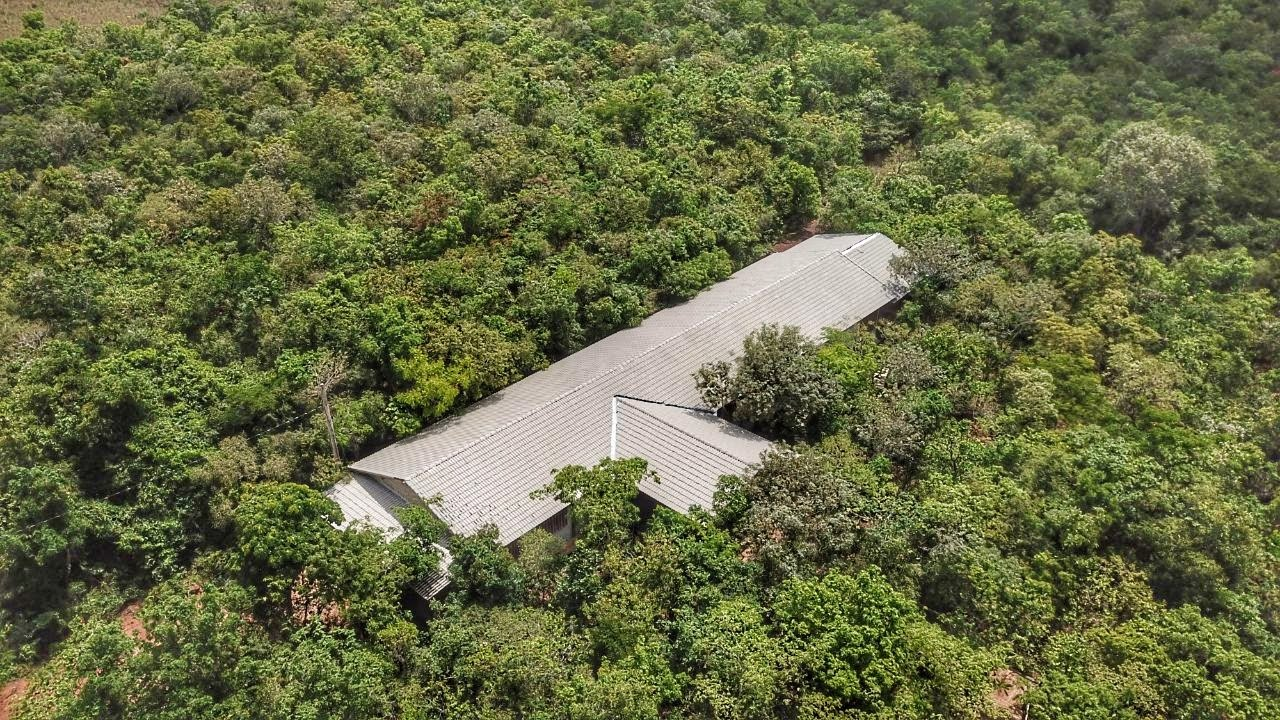
Prédio principal do Centro de Monitoramento Ambiental e Manejo do Fogo (CeMAF), no campus de Gurupi, instituição de pesquisa vinculada a UFT, em 2017.

A UFT foi a primeira universidade brasileira a estabelecer quotas para estudantes indígenas em seus processos seletivos, já no primeiro vestibular da instituição, realizado em 2004, e a primeira universidade brasileira também a estabelecer cotas para estudantes quilombolas, em 2013. 
Além disso, a universidade tem o curso de engenharia ambiental mais antigo do país, com ingresso de alunos desde 1992, e o primeiro curso de mestrado ofertado no estado do Tocantins, o mestrado em ciências do ambiente (Ciamb), aprovado pela Capes em 2002.

### Desmembramento
Após 13 anos de criada a UFT já se encontrava plenamente consolidada e madura, saltando de cerca de 8 mil alunos e 25 cursos de graduação, em 2003, para mais de 20 mil alunos, em 57 cursos de graduação e 30 programas de pós-graduação em 2016.
Tais números permitiram que estudos fossem encomendados ao ministro da educação Aloizio Mercadante para ciação de uma universidade autônoma no norte do Tocantins, a partir dos campi da UFT na região. Os resultados permitiram o envio do projeto de lei nº 5274/2016 à Câmara dos Deputados, em maio de 2016, de autoria do executivo de Dilma Rousseff, propondo a criação de uma nova universidade a partir do desmembramento dos câmpus da UFT de Araguaína e Tocantinópolis.
Após tramitar por todas as comissões legislativas, a proposição tornou-se a lei nº 13.856, de criação da Universidade Federal do Norte do Tocantins (UFNT), sancionada em 8 julho de 2019 pelo presidente Jair Bolsonaro, tornando-se vigente somente a partir de 9 julho de 2019, com sua publicação no Diário Oficial da União. Mesmo já criada oficialmente, a UFNT somente tornou-se efetiva após a nomeação do professor-doutor em geografia Airton Sieben como reitor pro-tempore, em 9 de julho de 2020. Sieben terá a missão de promover a transição entre a UFT e a UFNT.
Em 2020, após o desmembramento, a UFT passou a possuir cinco câmpus no estado.

## Infraestrutura
A estrutura da UFT é multicampi estando distribuída por 5 campi: Palmas, Arraias, Gurupi, Miracema e Porto Nacional.

### Campus de Palmas
O câmpus de Palmas, sede da UFT, está localizado na Cidade Universitária de Palmas, em infraestruturas divididas com a UNITINS. Fica localizado na Quadra 109 Norte, às margens do rio Tocantins.

### Campus de Porto Nacional
O mais antigo e tradicional dos campi da UFT está situado no município de Porto Nacional. Este também possui duas unidades, sendo a principal denominada unidade Jardim dos Ipês, no bairro homônimo, e a unidade Centro, no bairro de mesmo nome, onde abriga-se o Centro de Pós-Graduação, Extensão e Cultura (Cepec).

### Campus de Arraias
Já o câmpus de Arraias conta com duas unidades: a unidade Centro, localizada no bairro Centro, e; a unidade Buritizinho, localizada no Setor Buritizinho. Igualmente, o campus de Gurupi é composto por duas unidades, sendo o Jardim Sevilha, no bairro de mesmo nome, e a Fazenda Experimental.

### Campus de Miracema
O câmpus de Miracema organiza-se nas unidades de Warã e Cerrado. Situada no Setor Universitário de Miracema está a unidade Warã. Por sua vez, às margens da rodovia TO-342, próximo à saída de Miracema em direção a Miranorte, está a unidade Cerrado.

### Campus de Gurupi
O câmpus de Gurupi constitui-se em um campi da UFT localizado na região sul do estado, possuindo raízes no curso de agronomia instalado originalmente pela UNITINS no ano de 1993. Este câmpus possui 1.700 alunos, 95 professores efetivos, sendo 88 doutores e sete mestres, e 67 servidores técnico-administrativos.
Neste câmpus são oferecidos seis cursos de graduação: 
- Bacharelado em Agronomia (presencial);
- Bacharelado em Engenharia Florestal (presencial);
- Bacharelado em Química Ambiental (presencial);
- Bacharelado em Engenharia de Bioprocessos e Biotecnologia (presencial);
- Licenciatura em Biologia (EAD); e
- Licenciatura em Química (EAD).

Também são oferecidos cursos de pós-graduação stricto sensu, vinculados aos seguintes programas de pós-graduação:
- Produção Vegetal (Mestrado e Doutorado);
- Biotecnologia;
- Ciências Ambientais e Florestais; e
- Química.